# 도다이YS
도다이YS(일본어: ドダイYS)는 《건담 시리즈》에 등장하는 가공의 병기이다. 1979년에 방영된 TV 애니메이션 《기동전사 건담》에서 처음으로 등장했다. 작품 내에서 적측 세력인 지온 공국군이 운용하는 폭격기(요격 폭격기)로 편평한 기체 형상을 하고 있으며 윗부분에 구프 등의 모빌 슈트(MS)를 태우고 비행이 가능하다.

## 같이 보기
- 기동전사 건담